# Alexandre Vassilievski
 (23 février 2016).
Le contenu est difficilement compréhensible vu les erreurs de traduction, qui sont peut-être dues à l'utilisation d'un logiciel de traduction automatique.
Ne doit pas être confondu avec Andreï Vassilevski, Andrei Vasilevski (tennis), (2014) Vasilevskis ou Vadims Vasiļevskis.
Alexandre Mikhaïlovitch Vassilievski (en russe : Александр Михайлович Василевский) (30 septembre 1895 - 5 décembre 1977) est un chef militaire soviétique. Il participa à la planification et à la coordination des contre-offensives soviétiques décisives pendant la Seconde Guerre mondiale. Il fut responsable de l'invasion de la Mandchourie dans le cadre de l'attaque de l'URSS contre l'empire du Japon en 1945 ; il fut nommé maréchal de l'Union soviétique et, plus tard, ministre de la Défense.

## Biographie

### Jeunesse
Vassilievski est né le 30 septembre 1895 à Novaïa Golchikha de l'ouïezd de Kinechma (qui fait maintenant partie de la ville de Vitchouga dans l’oblast d'Ivanovo). Vassilievski était le quatrième enfant d'une fratrie de huit. Son père, Mikhaïl Alexandrovitch Vassilievski, était prêtre à l'église Saint-Nicolas. Sa mère, Nadejda Ivanovna Sokolova, était la fille du prêtre du village voisin de Ugletz. Vassilievski aurait rompu tout contact avec ses parents après 1926 en raison de son adhésion au Parti communiste de l'Union soviétique et à ses fonctions militaires dans l'Armée rouge ; trois de ses frères firent de même. Cependant, la famille a renoué des relations en 1940.
Selon Vassilievski, sa famille était très pauvre. Son père a passé la plupart de son temps à travailler pour gagner de l'argent, tandis que les enfants ont dû travailler dans les champs. En 1897, la famille déménage à Novopokrovskoe (en), où son père est devenu prêtre à l'église de l'Ascension nouvellement construite, et où Alexandre a commencé son éducation à l'école de l'église. En 1909, il entre au séminaire de Kostroma, qui a nécessité un grand sacrifice financier de la part de ses parents,,.

### Première Guerre mondiale et guerre civile
Après avoir terminé ses études au séminaire et avoir passé quelques années à travailler comme professeur, Vassilievski se destine à la profession d'ingénieur agronome. Mais le déclenchement de la Première Guerre mondiale change ses plans. Selon ses propres mots, il a été « submergé par des sentiments patriotiques » et a décidé de devenir soldat. Vassilievski passe les examens d'entrée en janvier 1915 et entre à l'Académie militaire Alexandre à Saint-Pétersbourg en février. Comme il le rappelle, « je n'ai pas décidé de devenir officier avant de commencer une carrière militaire. Je voulais toujours être ingénieur agronome et travailler en Russie après la guerre. Je ne pouvais pas supposer que mon pays allait changer. » Après quatre mois de cours qu'il a considérés plus tard comme complètement dépassés, suivant une théorie inappropriée pour la guerre moderne, il est envoyé en mai 1915 au front avec le grade de praporshchik (enseigne), dans l'infanterie russe.
De juin à septembre, Vassilievski est affecté à une série de régiments de réserve, et est finalement envoyé au front[pas clair] en septembre en tant que commandant de demi-compagnie dans le 409e régiment de Novokhopersky, dans la 109e division, de la 9e armée. En mai 1916, il mène ses hommes au cours de l'offensive Broussilov, et devient chef de bataillon après de lourdes pertes parmi les officiers. Il est promu capitaine à l'âge de 22 ans.
En novembre 1917, juste après la Révolution russe, Vassilievski décide de mettre fin à sa carrière militaire. Comme il l'écrit dans ses mémoires, 

« Il fut un temps où j'ai dirigé des soldats au combat, en pensant que je faisais mon devoir en tant que patriote russe. Cependant, j'ai compris que nous avons été trompés, que les gens avaient besoin de la paix... Par conséquent, ma carrière militaire était terminée. Je pouvais revenir à mon occupation favorite et travailler dans les champs. »

Il quitte la Roumanie, où son unité avait été déployée, en 1917.
En décembre 1917, de retour à la maison, Vassilievski apprend que les hommes du 409e régiment, qui avait été envoyé en Ukraine, l'avaient élu comme commandant (au début de la Révolution russe, les commandants sont élus par leurs propres hommes). Toutefois, les autorités militaires locales lui recommandent de décliner la proposition en raison des combats lourds qui auront lieu en Ukraine entre les forces pro-soviétiques et le gouvernement indépendantiste d'Ukraine. Il suit ce conseil et devient sergent-instructeur. Il se retire en septembre 1918 et devient maître d'école.
En avril 1919, Vassilievski est à nouveau enrôlé dans l'Armée rouge et est envoyé pour réprimer un soulèvement de paysans et imposer la politique d'urgence soviétique de prodrazvyorstka, qui force les koulaks à vendre leurs surplus agricoles à prix fixe. Plus tard, en 1919, Vassilievski prend le commandement d'un bataillon de réserve, puis en octobre 1919, d'un régiment. Cependant, son régiment n'aura jamais pris part aux batailles de la guerre civile russe. En décembre 1919, Vassilievski est envoyé sur le front occidental en tant que commandant adjoint d'un régiment, qui participe à la guerre polono-soviétique.
En tant que commandant adjoint du 427e régiment, de la 32e brigade, 11e division, Vassilievski participe à la bataille de la Bérézina, participe à la contre-attaque du 14 mai 1920, perce les lignes polonaises avant d'être arrêté par les contre-attaques de la cavalerie ennemie. Plus tard, à partir du 4 juillet 1920, il prend part à l'offensive soviétique de Vilnius, avance vers le fleuve Niémen en dépit de la forte résistance polonaise. Vassilievski arrive près de Vilnius à la mi-juillet et y stationne sa garnison jusqu'au traité de Riga.

### Entre-deux-guerres
Après le traité de Riga, Vassilievski lutte contre le reste des forces blanches et des révoltes paysannes en Biélorussie et dans l'oblast de Smolensk jusqu'en août 1921. En 1930, il sert en tant que commandant des 142e, 143e et 144e régiments de carabiniers, où il montre une grande habileté dans l'organisation et la formation de ses troupes. Au cours de ces années, Vassilievski crée des liens d'amitié avec les commandants supérieurs et les membres du Parti, y compris Kliment Vorochilov, Vladimir Triandafillov et Boris Chapochnikov, qui en particulier, allait devenir protecteur de Vassilievski jusqu'à sa mort en 1945.
Pendant son séjour à la Direction de la formation militaire, Vassilievski supervise la formation de l'Armée rouge et travaille sur les manuels militaires et des livres sur le terrain. Il rencontre également plusieurs hauts commandants militaires, tels que Mikhaïl Toukhatchevski et Gueorgui Joukov. Joukov plus tard parle de Vassilievski comme « un homme qui connaissait son métier, puisqu'il a passé beaucoup de temps à commander un régiment, et qui a obtenu le plus grand respect de tout le monde. » En 1934, Vassilievski est nommé superviseur principal de formation militaire de la Volga. En 1937, il entre à l'Académie de l’État-Major général, où il étudie les aspects importants de la stratégie militaire.
À la mi-1937, durant les Grandes Purges, Staline élimine un grand nombre de hauts commandants militaires, et laissa vacants plusieurs postes à l’État-Major général. À son grand étonnement, Vassilievski est nommé à l’État-Major général en octobre 1937 et devient « responsable de la formation opérationnelle des officiers supérieurs ». En 1938, il devient membre du Parti communiste, condition sine qua non pour réussir une carrière en Union soviétique. En 1939, il est nommé commandant adjoint de la Direction des opérations de l’État-Major général, tout en conservant son grade de commandant de la division.
En tant qu'officier supérieur, Vassilievski rencontre fréquemment le Petit père des peuples. Lors d'une de ces réunions, Staline demande à Vassilievski des nouvelles de sa famille, puisque le père de Vassilievski était prêtre et donc un potentiel « ennemi du peuple », mais Vassilievski déclare qu'il n'a plus de relations avec lui depuis 1926. Staline, surpris, suggère qu'il rétablisse ses liens familiaux.

### Seconde Guerre mondiale

#### Bataille de Moscou

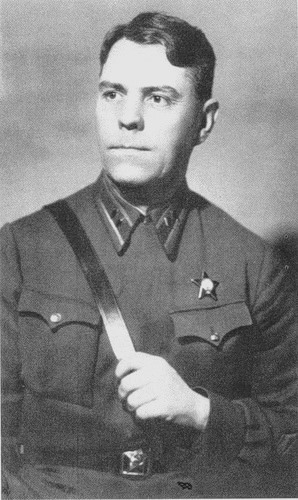
Vassilievski en 1941

Le 22 juin 1941, il apprend le bombardement allemand de plusieurs importants objectifs militaires et civils, marquant le début de l'opération Barbarossa. En août 1941, Vassilievski est nommé chef de la Direction des opérations de l’État-Major général et chef adjoint de l’État-Major général, ce qui fait de lui une des figures-clés de la direction militaire soviétique. À la fin de septembre 1941, Vassilievski prononce un discours devant l’État-Major général, décrivant la situation comme extrêmement difficile.
En octobre 1941, la situation sur le front devient critique, avec les forces allemandes qui avancent vers Moscou au cours de l'opération Typhon. En tant que représentant de l’État-Major général soviétique, Vassilievski est envoyé à l'Ouest pour coordonner la défense et garantir un flux de fournitures aux hommes dans la région de Mojaïsk, où les forces soviétiques ont tenté de contenir l'avance allemande. Au cours de violents combats près de la banlieue de Moscou, Vassilievski reste sur la ligne de front et tente de coordonner les trois fronts commis à la défense de Moscou. Alors que la majorité de l’État-Major général (y compris son maréchal en chef Chapochnikov) a été évacuée de Moscou, Vassilievski reste dans la ville comme agent de liaison entre l’état-major de Moscou et les membres évacués de l’État-Major général. Dans ses Mémoires, Nikita Khrouchtchev décrit Vassilievski comme un « spécialiste capable ». Le 28 octobre 1941, Vassilievski est promu général.
La bataille de Moscou a été une période très difficile dans la vie de Vassilievski, avec la Wehrmacht qui s'approche si près de la ville que les officiers allemands observent quelques-uns des bâtiments de Moscou à travers leurs jumelles. Comme il le rappelle, sa journée de travail se terminait souvent à quatre heures. En outre, le maréchal Chapochnikov étant tombé malade, Vassilievski doit prendre seul des décisions importantes. Le 29 octobre 1941, une bombe explose dans la cour du siège de l’État-Major. Vassilievski est légèrement blessé, mais continue à travailler. La cuisine est endommagée par l'explosion et l'Etat-Major général est transféré dans les souterrains, sans nourriture chaude. Néanmoins, le personnel continue à travailler. En décembre 1941, Vassilievski coordonne la contre-offensive de Moscou, puis au début de 1942, la contre-offensive générale dans la direction de Rostov. En avril 1942, il coordonne l'offensive de la poche de Demiansk, et l'encerclement du 2e corps d'armée allemand près de Léningrad.[réf. nécessaire]

#### Été et automne 1942
En mai 1942, l'un des épisodes les plus controversés de la carrière de Vassilievski est survenu : la deuxième bataille de Kharkov. L'échec d'une contre-offensive a conduit à une défaite cuisante l'Armée rouge, et finalement au succès d'une offensive allemande dans le sud. Après la défense victorieuse de Moscou, le moral des Soviétiques était élevé et Staline était déterminé à lancer une autre contre-offensive générale au cours de l'été suivant. Toutefois, Vassilievski a reconnu que « la réalité était plus dure que cela. » En conformité avec les ordres de Staline, l'offensive de Kharkov a été lancée le 12 mai 1942. Lorsque la menace d'encerclement est devenue évidente, Vassilievski et Joukov ont demandé la permission de retirer les forces soviétiques. Staline a refusé, conduisant à l'encerclement des forces de l'Armée rouge et à une défaite totale.
En juin 1942, Vassilievski est brièvement envoyé à Léningrad afin de coordonner une tentative destinée à briser l'encerclement de l'armée commandée par le général Andreï Vlassov. Le 26 juin 1942, Vassilievski est nommé chef d’État-Major général et, en octobre 1942, vice-ministre de la Défense. Il est maintenant l'une des rares personnes responsables de la planification globale des offensives soviétiques. À partir du 23 juillet 1942, Vassilievski est un représentant politique sur le front de Stalingrad, où il a correctement anticipé l'axe principal de l'attaque allemande.
La bataille de Stalingrad est une autre période difficile dans la vie de Vassilievski. Envoyé avec Joukov à Stalingrad, il essaie de coordonner les défenses de Stalingrad avec des liaisons radio fonctionnant par intermittence. Le 12 septembre 1942, lors d'une réunion avec Staline, Vassilievski et Joukov ont présenté leur plan pour la contre-offensive de Stalingrad. Deux mois plus tard, le 19 novembre, comme Stalingrad résiste toujours, l'opération Uranus est lancée. Joukov est alors envoyé près du saillant de Rjev pour y exécuter une opération tout aussi importante qu'Uranus, l'opération Mars, qui vise à encercler les 270 000 hommes de la 9e armée de Walter Model, mais qui se solde par un échec cuisant pour Joukov. Vassilievski reste quant à lui près de Stalingrad à coordonner l'encerclement qui a finalement conduit à la défaite allemande et l'anéantissement des armées piégées dans Stalingrad. C'est le résultat du plan qu'il avait présenté à Staline le 13 septembre. Ce plan a suscité un débat entre Vassilievski et Rokossovski. Vassilievski souhaitait une armée supplémentaire pour nettoyer Stalingrad, ce que Rokossovski a continué de reprocher à Vassilievski même des années après la guerre. L'armée en question était la 2e de la Garde de Rodion Malinovsky, que Vassilievski avait engagée face à une dangereuse contre-attaque allemande lancée à partir de Kotelnikovo par le 57e corps d'armée Panzer, et destinée à débloquer la poche de Stalingrad.

#### Victoire
En janvier 1943, Vassilievski coordonne les offensives vers le fleuve Don près de Voronej et Ostrogojsk, conduisant à l'encerclement décisif de plusieurs divisions ennemies. À la mi-janvier, Vassilievski est promu général d'armée et le 16 février 1943, maréchal de l'Union soviétique.
En mars 1943, après l'échec de la troisième bataille de Kharkov, Staline décide une reprise de l'offensive malgré ce revers. Vassilievski et Joukov réussissent à persuader Staline qu'il était nécessaire de mettre temporairement un terme à l'offensive et d'attendre une initiative de la Wehrmacht. Il est devenu clair que l'offensive allemande est reportée et qu'elle n'aura pas lieu en mai 1943. La bataille de Koursk a finalement commencé le 4 juillet 1943, Vassilievski est chargé de coordonner le Front. Après l'échec allemand à Koursk et le début de la contre-offensive générale sur la rive gauche du Dniepr, Vassilievski planifie et exécute des opérations offensives dans la région de Donbass.
Au début de 1944, Vassilievski coordonne l'offensive soviétique sur la rive droite du Dniepr, conduisant à une victoire décisive dans l'est de l'Ukraine. Le 10 avril 1944, Odessa est reprise et Vassilievski est présenté comme le commandant de la Victoire. La voiture de Vassilievski roule sur une mine lors d'une inspection à Sébastopol après la fin des combats le 10 mai 1944. Il est blessé à la tête par des éclats de verre, et est évacué à Moscou.
Au cours de l'opération Bagration, la contre-offensive générale en Biélorussie, Vassilievski coordonne les offensives du front biélorusse. Lorsque les forces soviétiques entrent dans les pays baltes, Vassilievski assume la responsabilité complète de tous les fronts baltes. Le 29 juillet 1944, il est fait héros de l'Union soviétique pour ses succès militaires. En février 1945, Vassilievski est nommé commandant de l'opération de Prusse-Orientale, laissant le poste de chef d’État-Major à Alexeï Antonov. En tant que commandant du front, Vassilievski dirige l'opération de Prusse-Orientale et organise des attaques sur Königsberg et Pillau. Il négocie la reddition de la garnison de Königsberg avec son commandant, Otto Lasch. Après la guerre, Otto Lasch affirme que Vassilievski n'a pas respecté les garanties faites au cours de la capitulation de la ville. En effet, Vassilevski a promis que les soldats allemands ne serait pas exécutés, que les prisonniers, les civils et les blessés seraient traités décemment et que tous les prisonniers pourraient retourner en Allemagne après la fin de la guerre. Au lieu de cela, Lasch est resté en captivité pendant dix ans et est retourné en Allemagne seulement en 1955, comme beaucoup de soldats et officiers de la Wehrmacht, tandis que toute la population allemande a été expulsée de la Prusse Orientale. Pour ses brillants succès à Königsberg, Vassilievski a obtenu sa deuxième décoration de l'ordre de la Victoire,,.

#### Opération en Manchourie

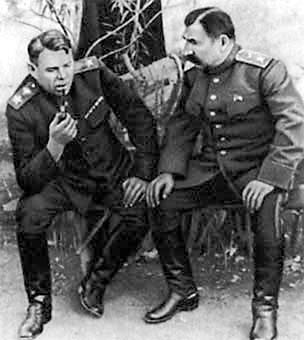
Vassilievski et Semion Boudienny en 1943.

Au cours de l'offensive d'été de 1944, Staline a annoncé qu'il nommerait Vassilievski commandant en chef des forces soviétiques en Extrême-Orient une fois la guerre contre l'Allemagne terminée. Vassilievski a commencé à rédiger le plan de guerre pour le Japon à la fin de 1944 et s'est consacré à plein temps à cette préparation à partir du 27 avril 1945. En juin 1945, Staline a approuvé son plan. Vassilievski a ensuite reçu la nomination du commandant en chef des forces soviétiques en Extrême-Orient et s'est envolé pour Tchita pour exécuter le plan.
Durant l'offensive de Mandchourie, en vingt-quatre jours, du 9 août au 2 septembre 1945, les armées japonaises en Mandchourie ont été défaites, avec seulement 37 000 victimes sur un total de 1 600 000 hommes côté soviétique. Pour sa réussite dans cette opération, Vassilievski a obtenu sa deuxième nomination de héros de l'Union soviétique le 8 septembre 1945.

### Après la Seconde Guerre mondiale
Entre 1946 et 1949, Vassilievski reste chef d’État-Major, puis devient ministre de la Défense de 1949 à 1953. Après la mort de Staline en 1953, Vassilievski est tombé en disgrâce et remplacé par Nikolaï Boulganine, bien qu'il soit resté ministre adjoint de la Défense. En 1956, il est nommé ministre de la Défense adjoint de la science militaire, une position secondaire sans aucun pouvoir réel militaire. Vassilievski occupera ce poste un an seulement avant d'être mis à la retraite par Nikita Khrouchtchev, devenant ainsi une victime de la purge qui a également vu la fin de Joukov. En 1959, il est nommé Inspecteur général du ministère de la Défense, une position de marionnette d'honneur. En 1973, il publie ses mémoires, l'Affaire de toute ma vie puis meurt le 5 décembre 1977. Son corps a été incinéré et ses cendres emmurées dans la nécropole du Kremlin.

## Distinctions

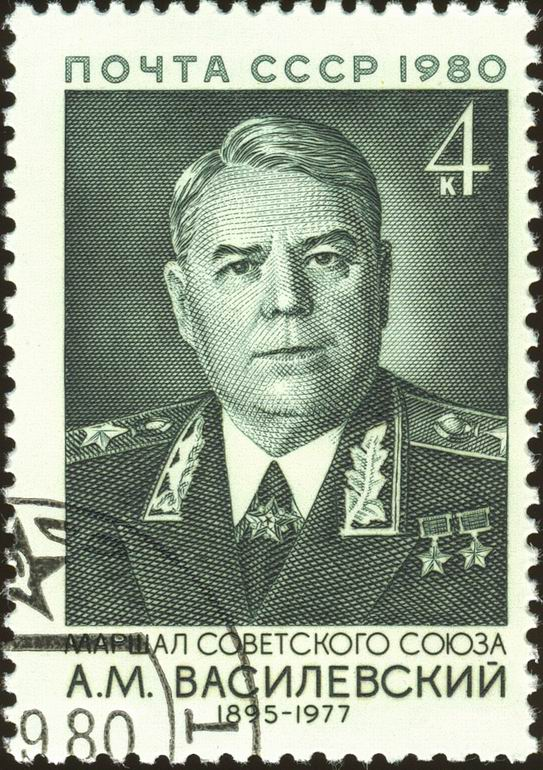
Alexandre Vassilievski sur un timbre de 1980

Vassilievski est l'un des commandants les plus décorés de l'histoire soviétique.
Vassilievski a reçu la médaille de héros de l'Union soviétique à deux reprises pour des opérations sur les fronts allemands et japonais. Il a reçu deux fois l'ordre de la Victoire (à l'égal de Joukov et Staline) pour ses succès en Crimée et en Prusse. Au cours de sa carrière, il a reçu huit ordres de Lénine (plusieurs d'entre eux après la guerre), l'ordre du Service pour la Patrie dans les Forces armées, le titre de commandeur de l'ordre de la révolution d'Octobre quand il a été créé en 1967, deux ordonnances de la bannière rouge, une de première classe de l'ordre de Souvorov pour ses opérations en Ukraine et en Crimée, et sa première décoration, un ordre de l'Étoile rouge, en 1940 pour son travail brillant à l’État-Major pendant la guerre d'Hiver. Enfin, il a reçu L'ordre du Service à la Patrie de troisième classe en reconnaissance de sa carrière militaire, lorsque cet ordre a été créé en 1974, seulement trois ans avant sa mort.
Vassilievski a également reçu quatorze médailles. Pour sa participation à diverses campagnes, il a reçu la médaille pour la Défense de Léningrad, la médaille pour la Défense de Moscou, la médaille pour la Défense de Stalingrad et la médaille de la Capture de Königsberg. Comme tous les soldats soviétiques qui ont pris part à la guerre avec l'Allemagne et le Japon, il a reçu la médaille pour la victoire sur l'Allemagne et la médaille "Pour la Victoire sur le Japon". Il a également reçu plusieurs médailles commémoratives, comme les vingt ans, les trente ans, les quarante ans et les cinquante ans de la création des forces armées soviétiques. Depuis la victoire dans la Grande guerre patriotique, le huit-centième anniversaire de Moscou, décerné en 1947 pour sa participation à la bataille de Moscou et le centième anniversaire de la médaille de Lénine.
Parmi ses distinctions, il y a aussi la Croix de guerre de Tchécoslovaquie, l'ordre du Lion blanc, l'ordre de Karl-Marx, l'ordre de Sukhe Bator, l'ordre de la Croix de Grunwald et l'ordre Polonia Restituta.
Vassilevski fut chevalier grand-croix de l'ordre de l'Empire britannique et grand officier de la Légion d'honneur.
- Héros de l'Union soviétique (à deux reprises)
- Ordre de la Victoire (à deux reprises)
- Ordre de Lénine (à huit reprises)
- Ordre du Service pour la Patrie dans les Forces armées
- Modèle:Déco Ordre de la révolution d'Octobre
- Ordre de Souvorov
- Ordre de l'Étoile rouge
- Médaille pour la Défense de Stalingrad
- Médaille pour la Défense de Moscou
- Médaille pour la Défense de Léningrad
- Modèle:Déco Médaille pour la prise de Königsberg
- Médaille pour la victoire sur l'Allemagne dans la Grande Guerre patriotique de 1941-1945
- Médaille pour la victoire sur le Japon
- Croix de guerre 1939-1945
- Membre de 1re classe de l'ordre du Lion blanc
- Ordre de Sukhe Bator
- Ordre de la Croix de Grunwald 1ère Classe
- Commandeur de l'Ordre Polonia Restituta
- Grand officier de la Légion d'honneur
- Ordre de l'Empire britannique à titre civil (chevalier grand-croix)

## Dans la fiction
- 1949 : La Chute de Berlin, film de Mikhaïl Tchiaoureli, joué par Vladimir Lioubimov.